# Real cédula

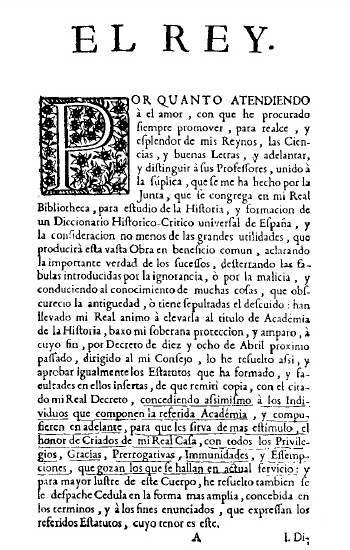
Real Cédula de 17 de Junho de 1738 que aprovou os estatutos da Real Academia da História

Uma Real Cédula era uma ordem razoada expedida pelo rei da Espanha entre os séculos XV e XIX. Seu conteúdo resolvia algum conflito de relevância jurídica, estabelecia alguma pauta de conduta legal, criava alguma instituição, nomeava algum cargo real, outorgava um direito pessoal ou coletivo ou ordenava alguma ação concreta.
Usada nomeadamente nos domínios espanhóis de ultramar (América e Filipinas), com assessoramento na maioria dos casos do Conselho das Índias.